# Whip pan
Whip pan (traduït en català seria Escombratge de fuetejada), és un tipus d'escombratge aconseguit amb el moviment ràpid de la càmera. Aquest moviment fa qué les lents no puguin captar el moviment clarament, això resulta en l'aparició d'unes unes línies borroses de moviment en la imatge de pantalla.
Molts directors que fan servir aquesta tècnica en la majoria de les seves pel·lícules són: Wes Anderson, Paul Thomas Anderson o Edgar Wright.

## Utilitats
Aquests escombratges es poden fer servir per múltiples utilitats:
- Per crear una transició que no doni la sensació de trencament entre dos plans. Exemple: "The Grand Budapest Hotel" . Moltes de les interaccions entre els personatges es desenvolupen amb aquest moviemtn de la càmera.[2]
- Per indicar el pas del temps.
- Per crear una transició d'espais. En aquesta cas es fa servir un tall d'editatge entre els dos espais, però no es percep ja que es fa aprofitant el moment en què la imatge és borrosa. Exemple: "Boogie Nights". On la paral·lelitat de les situacions dels personatges que es troben en diferents espais es reflecteix amb aquesta transició.[3]
- Per crear un ritme frenètic dins l'escena. Exemples: "Whiplash". On el canvi de plans entre el bateria i el director va augmentant el ritme, juntament amb el ritme de la música, creant així un ritme frenètic dins d'escena.[4]
- Per usos còmics. On la contraposició entre els dos plans crea una escena de comicitat. Exemple: "Some like it Hot". La diferència entre les dues situacions en les quals es troben els protagonistes, i com van progressant, crea aquesta comicitat.[1]